# Зимние дни
Зимние дни (яп. 冬の日 Фую но Хи) — среднеметражный анимационный фильм, выпущенный в Японии в 2003 году. Всего при создании фильма приняли участие 35 режиссёров под руководством Кихатиро Кавамото. Структурно «Зимние дни» делится на 36 различных эпизодов, каждый из которых является своего рода экранизацией одного из стихотворений, составляющих одноимённый поэтический цикл Мацуо Басё, написанный в форме рэнку (то есть последняя строчка предыдущего стихотворения является первой для последующего).
В создании фильма приняли участие преимущественно японские режиссёры, наиболее известным из которых можно назвать Исао Такахату. Также для работы над «Зимними днями» были приглашены режиссёры из США, Великобритании, Бельгии и других стран, в том числе и России, представителями которой стали Юрий Норштейн и Александр Петров, причём эпизод, снятый Норштейном, является «открывающим». Каждый из создателей снял по одному фрагменту, за исключением Кихатиро Кавамото, который работал над двумя: вторым и заключительным.
С точки зрения анимации «Зимние дни» очень неоднородны: часть эпизодов снята в традиционной манере (рисованная мультипликация), другие же с использованием приёмов кукольной, пластилиновой, компьютерной анимации, с использованием техник «игольчатый экран» и «живопись по стеклу». Точно так же разнятся фрагменты по своему настроению: от тревожной грусти до нарочитой несерьёзности. Единственное условие, которое было поставлено перед аниматорами: продолжительность снятого ими фрагмента не должна быть менее 30 секунд.
В 2003 году «Зимние дни» были представлены на ежегодном Японском фестивале медиаискусств, где фильм стал победителем в номинации «Лучший анимационный фильм», обойдя «Однажды в Токио» Кона Сатоси. В России премьера «Зимних дней» состоялась 30 ноября 2007 года. На открытии программы выступил с речью Юрий Норштейн.

## Аниматоры
- I.K.I.F.
- Адзуру Иссики
- Александр Петров
- Бретислав Пояр
- Ван Бай Жун
- Дэлви Урума
- Ёдзи Кури
- Ёити Котабэ
- Жак Друэн
- Исао Такахата
- Кацуси Бода
- Кэйта Куросака
- Кихатиро Кавамото
- Кодзи Ямамура
- Марк Бейкер
- Масааки Мори
- Масахиро Катаяма
- Мая Ёнэсё
- Норико Морита
- Норио Хиконэ
- Рауль Сервэ
- Рэйко Окуяма
- Рэйко Ёкосука
- Сэйити Хаяси
- Синъити Судзуки
- Таку Фурукава
- Такуя Исида
- Тацуо Симамура
- Тацутоси Номура
- Фумио Ой
- Фусако Юсаки
- Хару Фукусима
- Хоедеман Ко
- Юйти Ито
- Юко Асано
- Юрий Норштейн